# Isaac Causaubon
Isaac Casaubon (/ kəˈsɔːbən /; francosko: [kazobɔ̃]), francoski filolog, hugenot, * 18. februar 1559, Ženeva, † 1. julij 1614.
Bil je eden vodilnih poznavalcev antične literature, prevajalec in urednik antičnih besedil. Kljub kalvinistični veroizpovedi je bil na splošno dobro sprejet med katoliškimi in anglikanskimi učenjaki.

## Življenje

### Zgodnje življenje
Rodil se je v Ženevi dvema francoskima beguncema, ki sta bila hugenota, tj. francoska kalvinista. Družina se je leta 1562 vrnila v Francijo po Saint-Germainskem ediktu in se nastanila na Crestu v Daufineji, kjer je Arnaud Casaubon, Isaacov oče, postal pridigar tamkajšnje hugenotske kongregacije. Do svojega devetnajstega leta Isaac ni imel druge izobrazbe, razen tiste, ki mu jo je dal oče. Arnaud je bil dolgo časa odsoten od doma in družina je redno bežala v hribe, kjer se je skrivala pred katoliškimi milicami. V jami v gorah Dauphije, po pokolu na Šentjernejsko noč, je Isaac dobil svojo prvo lekcijo iz grščine, in sicer iz Izokratvega govora Ad Demonicum.

### Izobrazba in delo
Isaac je bil pri devetnajstih letih poslan na Ženevsko univerzo, kjer se je pod vodstvom Franciscusa Portusa, Krečana po rodu, učil grščine. Portus je umrl leta 1581 in priporočil takrat komaj dvaindvajsetletnega Casaubona za svojega naslednika. V Ženevi je ostal profesor grščine do leta 1596. V tem času se je poročil dvakrat, njegova druga žena je bila Florence Estienne, hči učenjaka in tiskarja Henrija Estienna. V Ženevi je bil Causaubon socialno izoliran od evropskih intelektualnih tokov, tudi okolje je bilo zaradi bližine katoliške Savoje neugodno za intelektualno ustvarjenje. Kljub temu je ves denar, ki ga je lahko zaslužil, je porabil za knjige, vključno s kopiranjem klasik, ki takrat niso bile v tisku. Čeprav so bili Henri Estienne, Theodore Beza (rektor univerze in profesor teologije) in Jacques Lect (Lectius) vrhunski strokovnjaki, vsi Ženevčani, za Casaubona pogosto niso imeli časa.
Ženeva, metropola kalvinizma, je bila akrat odprto mesto, zato je prejemala stalen tok obiskovalcev. Sčasoma je spoznal Henryja Wottona, pesnika in diplomata, ki je stanoval pri njem in si izposojal njegov denar. Še pomembneje pa je, da je spoznal teologa Richarda Thomsona, člana Clare Collega iz Cambridga, in prek Thomsona spoznal filologa Josepha Scaligerja, ki je poleg stare grščine in latinščine znal še hebrejščino, aramejščino, prezijščino in koptščino. Scaliger in Casaubon sta si prvič izmenjala pisma leta 1594. Nikoli se nista srečala, vendar sta si redno dopisovala, ki kaže na njuno vse večje občudovanje, spoštovanje in prijateljstvo. Vplivni francoski pisci, protestant Jacques Bongars, katolik Jacques de Thou in katoliški spreobrnjeni Philippe Canaye so si prizadevali, da bi Casaubona privabili v Francijo.
Leta 1596 jim je to uspelo in Casaubon je sprejel delovno mesto na Univerzi v Montpellieru z naslovi »conseiller du roi« (kraljev svetovalec) in »professeur stipendié aux langues et bonnes lettres« (plačani profesor jezikov in literatov). Tam je ostal le tri leta, z več daljšimi odsotnostmi. Vodje univerze so ga slabo obravnavali in plačevali. Casaubon je začel urejati grške knjige kot bolj primerno delo zanj. V Ženevi je napisal nekaj zapiskov o Diogenu Laertiju, Teokritu in Novi zavezi. Leta 1587 je prevedel in uredil Strabonovo Geografijo, ki pa se je je kasneje tako sramoval, da se je za to opravičil Scaligerju. Sledil je Polinejev prevod Strategemov, spremne besede k Estiennovim izdajama Dionizij iz Halikarnasa in Plinijevih Epistola. Njegova izdaja Teofrasotvih Značajev (1592) je prvi primer njegovega nenavadnega sloga ilustracijskega komentarja, ki je naenkrat pristen in razkošen. Ko je odšel v Montpellier, se je že ukvarjal z magnum opusom, prevodom, urejanjem in komentarjem Atenejeve Večerje sofistov (Deipnosophistae).

### Potovanja in stiske
Leta 1598 je Casaubon v Lyonu nadzoroval tiskanje svojega Ateneja. Tam je živel v hiši okrajnega sodnika Méryja de Vica, ki je bil hkrati svobodomiselni katolik. V spremstvu de Vicqa je Casaubon na kratko obiskal Pariz, kjer so ga predstavili francoskemu kralju Henriku IV.. Januarja 1599 je dobil poziv, da se vrne v Pariz, vendar so bili pogoji pisma tako nejasni, da je Casaubon okleval s svojim delovanjem. Na koncu je svoj stolček v Montpellieru odstopil. Še eno leto je ostal v Lyonu pri de Vicqu, kjer je upal, da bo spoznal kralja, ki naj bi obiskal jug. Nič več ni bilo slišati o profesorski zvezi, a namesto tega ga je De Vicq povabil v Pariz na disput med katoličani in protestanti, ki je potekal v Fontainebleau. S tem se je postavil v neugoden položaj, kot je dejal Joseph Scaliger:
"Non debebat Casaubon interesse colloquio Plessiaeano; erat asinus inter simias, doctus inter imperitos."
"Casaubon ne bi smel sodelovati na konferenci o Du Plessisu; bil je osel med opicami, učeni človek med nevednimi."
Kralj je medtem ponovno povabil Casaubona, da se naseli v Parizu, in mu dal pokojnino. O univerzi se ni več govorilo. Nedavna reforma pariške univerze je zaprla vrata vsem, razen katoličanom; in čeprav stolpi v Collège de France niso urejeni s statutom univerze, je javno mnenje potekalo tako nasilno proti protestantom, da si Henrik IV. ni upal imenovati kalvinista na ta položaj. Ko je leta 1604 umrl kraljevi bibliotekar Jean Gosselin, ga je nasledil Casaubon, ki mu je poleg pokojnine pripadala še visoka plača.

### Pariz
Casaubon je ostal v Parizu do leta 1610. Teh deset let je bilo najsvetlejše obdobje njegovega življenja. Dobil je sloves, da je po Scaligerju najbolj učen človek v dobi, v kateri je učenje postalo edini standard literarnih zaslug. Imel je denar, družbo domačih in tujih učenjakov. Predvsem pa je imel dostop do grških knjig, tiskanih in rokopisnih, ki so se pretežno nahajale samo v Parizu in nikjer drugje.
Kljub vsem tem prednostim bivanja v Perizu se je želel preseliti. Ponudbe so mu prišle iz različnih krajev, vključno z Nîmesom, Heidelbergom in Sedanom v Franciji. Njegova prijatelja Lect in Giovanni Diodati sta ga hotela pripeljati nazaj v Ženevo. V Parizu je bil Casaubon še vedno razklan glede svoje religije: življenje pariškega hugenota je bilo vedno negotovo, saj policija verjetno ni bila dovolj močna, da bi jih zaščitila pred novim pogromom, kot je bila šentjernejska noč. Od disputa v Fontainebleauju je prevladoval vtis, da Casaubon niha. Katoličani so mu rekli, da lahko pridobi profesuro samo, če se odreče protestantizmu. Ko je postalo jasno, da Casaubona ni mogoče kupiti, si je Henrik IV., ki mu je bil Casaubon všeč, zadal nalogo, da ga bo skušal spreobrniti.  Kraljevi kardinal Duperron se je v svojstvu kaplana prerekal s Casaubonom v kraljevi knjižnici. Po drugi strani so hugenotski teologi, zlasti Pierre du Moulin, glavni župnik pariške cerkve, obtožili Casaubona, da je preveč priznaval in da se je že oddaljil od kalvinistične ortodoksnosti.

### Anglija
Oktobra 1610 je prišel v Anglijo, v apartma veleposlanika lorda Wottona iz Marleyja (brata starega prijatelja Casaubona, Henryja Wottona), uradno vabilo pa mu je poslal Richard Bancroft, canterburyjski nadškof, najvišji anglikanski dostojanstvenik, tik za kraljem. Tudi na kralja Jakoba I. je naredil ugoden vtis. Čeprav je bil laik, so mu v Canterburyju dodelili pomožno stolico, dobil pa je pokojnino v znesku 300 funtov na leto. Casaubon je še vedno obdržal sestanke v Franciji in svojo službo knjižničarja: v Angliji se ne smel stalno nastaniti. Da bi ga obdržali v Franciji, je kraljica Marija de Medici zavrnila, da bi poslala njegovo osebno knjižnico v Anglijo. Da je Casaubon dobil del svojih najbolj potrebnih knjig, je moral angleški kralj francoski kraljici poslati posebno prošnjo v svojem imenu. Casaubon je še naprej govoril o sebi kot o regentovem služabniku in izrazil pripravljenost, da se vrne, ko ga bodo pozvali.
Casaubon je v Angliji doživel velik uspeh. John Overall, eden izmed najbolj izobraženih visokih klerikov v Angliji, ga je sprejel v stolnico Svetega Pavla in ga tam gostil eno leto. Lancelot Andrewes, takratni škof Elyja, je postal Casaubonov prijatelj in ga odpeljal v Cambridge, kjer ga je predstavil tamkajšnjim učenjakom. Skupaj sta se odpravila v Little Downham, kjer je Casaubon poleti 1611 preživel šest tednov, v tem letu pa je tudi dobil državljanstvo. Škofa je spremljal na obiskih bližnjih mest, vključno z Doddingtonom in Wisbechom. Leta 1613 ga je sir Henry Savile odpeljal v Oxford, kjer je bil deležen velike pogostitve, tam pa se je zanimal predvsem za rokopisne zaklade Bodlejske knjižnice.
Kljub temu je Casaubon postopoma odkrival resne nevšečnosti svojega položaja. Dvorjani so bili ljubosumni na tujega upokojenca, ki je bil tako blizu kralju. Casaubonov položaj se je omajal po sporu s Henryjem Wottonom. Okna so mu razbili vandali, njegovi otroci pa so bili nagnani iz ulic. Enkrat se je pri Teobaldovi hiši pojavil s črnim očesom, potem ko so ga napadli na ulici. Zdi se, da so ta ogorčenja nastala izključno iz angleške antipatije do Francozov: Casaubon, čeprav je lahko prebral angleško knjigo, ni mogel govoriti angleško. Ta pomanjkljivost ga je izpostavila žaljivkam in goljufijam ter omejila njegovo družbeno aktivnost. Izključilo ga je iz kroga izobražencev.
Čeprav ga je sir Henry Savile navidezno pokroviteljsko vodil, Casaubon ni mogel nehati misliti, da je Savile tisti, ki je prepričal Richarda Montaguja, da prepreči izdajo njegove knjige o kardinalu in cerkvenem zgodovinarju Baroniju. Izjema je bil John Selden, ki je bil dovolj blizu Casaubonu, da mu je posojal denar. Poleg ljubosumja domačinov je moral Casaubon zdaj trpeti tudi odprte napade jezuitskega reda in mu očitali, da je svojo vero prodal za angleško zlato.
Leta 1614 je objavil delo De rebus sacris et ecclesiasticis exacitationes XVI, ki je bilo sestavljeno iz filološke analize novoplatonskega besedila Corpusa Hermeticuma. Po filološki analizi je nastanek besedila postavil v tretje ali četrto stoletje našega štetja, ne pa v veliko prej v ti. "hermetično" obdobje Starega Egipta, ki je segalo v stoletja pred našim štetjem, in je bilo temu besedilu na splošno pripisano.
Umrl je v Londonu zaradi vnetja mehurja, toda njegovo življenje je bilo krajše zaradi nezdravega življenja ter prekomernega preučevanja. Pokopan je bil v Westminsterski opatiji. Leta 1632 mu je postavil spomenik njegov prijatelj, takratni durhamski škof Thomas Morton.
Njegov sin Méric Casaubon je bil prav tako klasični učenjak.

## Študija in dopisovanje
Poleg že omenjenih izdaj, je Casaubon objavljal in komentiral dela Perzija Flaka, Svetonija, Ajshila in kolekcijo življenjepisov Scriptores Historiae Augustae. Izdaja del Polibija, na s katerim se je veliko ukvarjal, je ostala nedokončana. Njegovo najbolj ambiciozno delo je bila njegova revizija besedila Atenejevih Deipnosophistae s komentarji. Komentarji k Teofrastovim Značajem so med najboljšimi. Pri Baronijevem delu Exercitationes in Baronium ni ravno uspel, saj ni predstavil nekritičnega značaja Baronijeve cerkvene zgodovine. Njegova analiza Corpus Hermeticuma je razveljavila prejšnje splošno mnenje v Evropi, da so ta besedila izhajala skoraj iz Mojzesovega časa, tako da jih je časovno umestil v 2. ali 3. stoletje našega štetja.
Causaubon si je dopisoval v latinščini. Njegova pisma je zbral in uredil Theodorus Janssonius van Almeloveen (Rotterdam, 1709), ki je pismom dodal še skrbno biografijo o Casaubonu. Kasneje se je izkazalo, da je pisem še več. Pred kratkim je bila objavljena celovita izdaja vseh pisem, ki jih je Casaubon v času njegovega bivanja v Angliji napisal in oddal, z obsežnimi kulturnozgodovinskimi zapiski in uvodom (Ženeva, 2018). Casaubonov dnevnik Ephemerides, katerega rokopis je shranjen v knjižnici poglavij v Canterburyju, je leta 1850 natisnil Clarendon Press.
Dopisoval se je tudi s prevajalci Biblije kralja Jakoba I, in pomagal pri reševanju težav v prevodu KJV.

## Dela
- Notae ad Diogenis Laërtij libros de vitis, dictis et decretis principum philosophorum arhiv, Morges, J. Le Preux, 1583

- Theocriticarum lectionum libellus, v: Vetustissimorum Authorum Georgica, Bucolica & Gnomica poemata quae supersunt, Genève, Vignon, 1584

- Animadversionum v Athenaei Dipnosophistas libri XV, Lyon, Antoine de Harsy, 1600

- Historiae Avgvstae Scriptores Sex. Aelius Spartianus, Iulius Capitolinus, Aelius Lampridius, Vulcatius Gallicanus, Trebellius Pollio in Flauius Vopiscus. Isaacvs Casavbonvs ex vett. libris recensuit: idemque librum adiecit emendationvm ac notarvm, Pariz, Drouart, 1603.

- De satyrica Graecorum poesi in Romanorum satira libri duo, Pariz, Drouart, 1605 - Satirična poezija med Grki in satira med Rimljani.

- De rebus sacris et ecclesiasticis exacitationes XVI, London, 1614.

- Auli Persii Flacci Satirarum Liber, Pariz, Drouart, 1615. Satiri Aulus Persius Flaccus. Ta izvod je druga izdaja njegovega velikega komentarja (prva izdaja: 1605). Na podlagi njegovih grških konferenc v Ženevi.

- Misoponeri Satyricon. Cum notis aliquot ad obscuriora prosae loca in Graecorum interpretatione, Leiden, Sebastianus Wolzius, 1617 - Posmrtno delo, posvečeno angleškemu kralju.